# Hallmark Hall of Fame

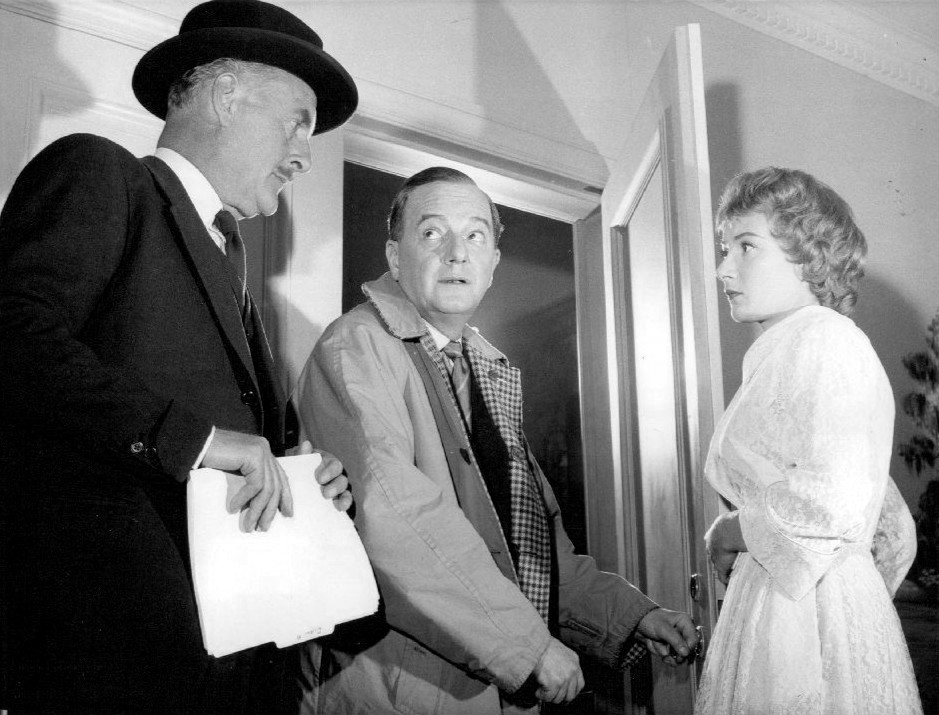
O producție a spectacolului Dial M for Murder, L-R: John Williams, Maurice Evans și Rosemary Harris (1958)

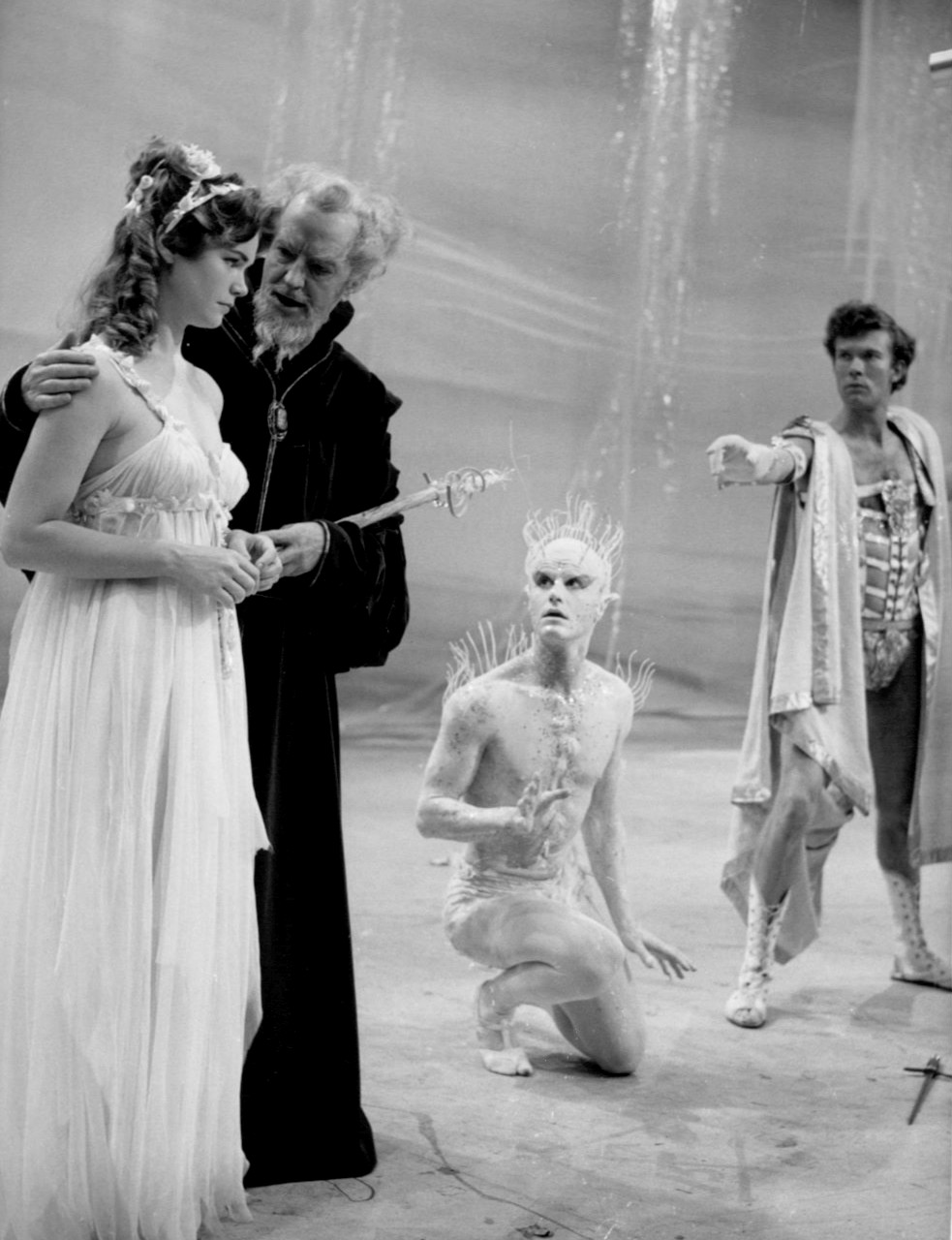
O producție a piesei Furtuna, L-R: Lee Remick, Maurice Evans, Roddy McDowall și William Bassett (1960)

Hallmark Hall Hall of Fame, numit inițial Hallmark Television Playhouse, este un serial-antologie de la televiziunea americană, sponsorizat de Hallmark Cards, o companie producătoare de felicitări din Kansas City. Difuzat pentru prima oară în 1951, el este serialul cu cea mai lungă durată din istoria televiziunii, continuând să fie difuzat în prezent. Începând din 1954 toate producțiile sale au fost difuzate în culori. Este una dintre primele producții de televiziune difuzate în culori, o raritate în anii 1950. Multe filme de televiziune au fost prezentate în cadrul programului de la debutul său, deși programul a început cu emisiuni în direct și a continuat apoi cu producții înregistrate înainte de a se transforma în producții filmate.
Serialul a primit 81 de premii Emmy, zeci de premii Christopher și Peabody, nouă Globuri de Aur și premii Humanitas. Odată o practică obișnuită în televiziunea americană, el este unul dintre ultimele programe de televiziune rămase, al cărui titlu include numele sponsorului său. Spre deosebire de alte seriale TV de lungă durată care continuă să fie difuzate, Hallmark Hall of Fame diferă prin faptul că este difuzat doar ocazional și nu după un program săptămânal de programare a emisiunilor.
Filmele Hall of Fame au un buget peste medie și cheltuieli de producție apropiate de cele al filmelor de lung metraj.

## Istoric
Serialul de televiziune este descendentul direct al vechilor antologii dramatice radiofonice, sponsorizate anterior de Hallmark: Radio Reader's Digest, care au adaptat povești din revista Reader's Digest (deși revista nu a sponsorizat niciodată spectacolul), și al succesorului lor, Hallmark Playhouse, care a avut premiera la CBS în 1948. Hallmark Playhouse s-a orientat către literatura mai serioasă din toate genurile.
Primele producții au inclus unele dintre lucrările clasice ale lui Shakespeare: Hamlet, Richard al II-lea, Îmblânzirea scorpiei, Macbeth, A douăsprezecea noapte și Furtuna. Mai multe biografii televizate au fost prezentate în cadrul emisiunii: de la Florence Nightingale până la părintele Flanagan și la Ioana d'Arc. Au fost prezentate, de asemenea, cele mai populare spectacole de pe Broadway, cum ar fi Harvey, Dial M for Murder și Kiss Me, Kate, majoritatea având distribuții originale diferite de cele din versiunile cinematografice. În unele azuri, actorii și-au repetat rolurile originale de pe Broadway. Actori celebri precum Richard Burton, Alfred Lunt, Lynn Fontanne, Maurice Evans, Katharine Cornell, Julie Harris, Laurence Olivier și Peter Ustinov au avut prin aceste spectacole apariții extrem de rare în televiziune.

## Legături externe
- Site web oficial
- Hallmark Hall of Fame Productions at BFI
- at CVTA with list of episodes
- Zoot Radio, free old time radio show downloads of Hallmark Playhouse.
- Hallmark Hall of Fame la Internet Movie Database
- Amahl and the Night Visitors - Premier episode of the Hallmark Hall of Fame (1951) on archive.org